# 花井蘭子
花井 蘭子（はない らんこ、1918年7月15日 - 1961年5月21日）は、日本の女優。本名は清水 よし子。父は新派俳優の清水林之輔。 身長 164 cm。

## 経歴
1923年6月に子役として初舞台を踏む。
1928年6月、松竹下加茂撮影所に入社。芸名を清水玲子とし、男の子の役も演じる。実演で林長二郎と共演。1930年末に退社。
1931年2月、日活太秦撮影所に入社。芸名を花井蘭子と改め、現代劇部に所属し主役の田中春男の妹役などを担当した。1932年より時代劇の娘役が多くなり、千恵蔵プロの片岡千恵蔵らの相手役を務め、1年先輩の山田五十鈴と並び称される若手女優の双璧となる。
1937年6月、大河内伝次郎と共に新興のJ.O.スタヂオへ入社。1938年8月、J.O.スタヂオは東宝に吸収され、東宝京都撮影所となる。
1946年11月、東宝争議の中、大河内らと十人の旗の会を結成し、1947年3月、新東宝に参加。大映に請われての出演も多く主演女優としての活躍を続けた。
1952年からは脇に回るようになり、1956年には東宝と契約。脳腫瘍の手術等で休養することが多くなる。
1961年、脳内出血のため自宅で死去、42歳没。

## 出演歴

### 映画
- 忠臣蔵 刃傷篇 復讐篇（1934年）[2]
- 丹下左膳余話 百萬両の壺（1935年）
- 怪盗白頭巾 前篇（1935年）[3]
- 大菩薩峠 第一篇（1935年）[4]
- 魂（1936年）
- 堀部安兵衛（1936年）… 八重
- 栗山大膳（1936年）… 萩江
- 怪盗白頭巾 後篇（1936年）[5]
- 南国太平記（1937年）
- 権三と助十（1937年）[6]
- 唐人お吉 黒船情話（1937年）[7]
- 花ちりぬ（1938年）　主演
- むかしの歌（1939年）　主演
- 沼津兵学校（1939年）[8]
- さつまいも太平記（1940年）

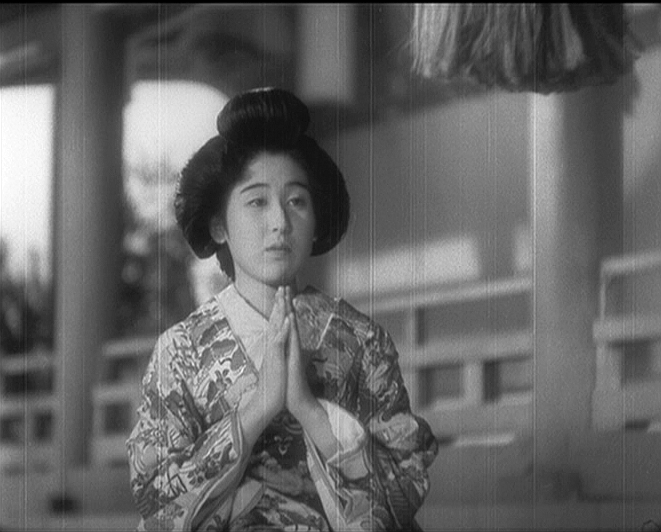
『丹下左膳余話 百萬両の壺』(1935年) 花井

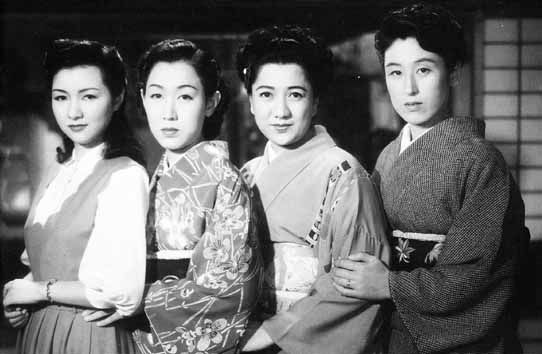
『細雪』(1950年)
左から高峰秀子、山根寿子、轟夕起子、花井

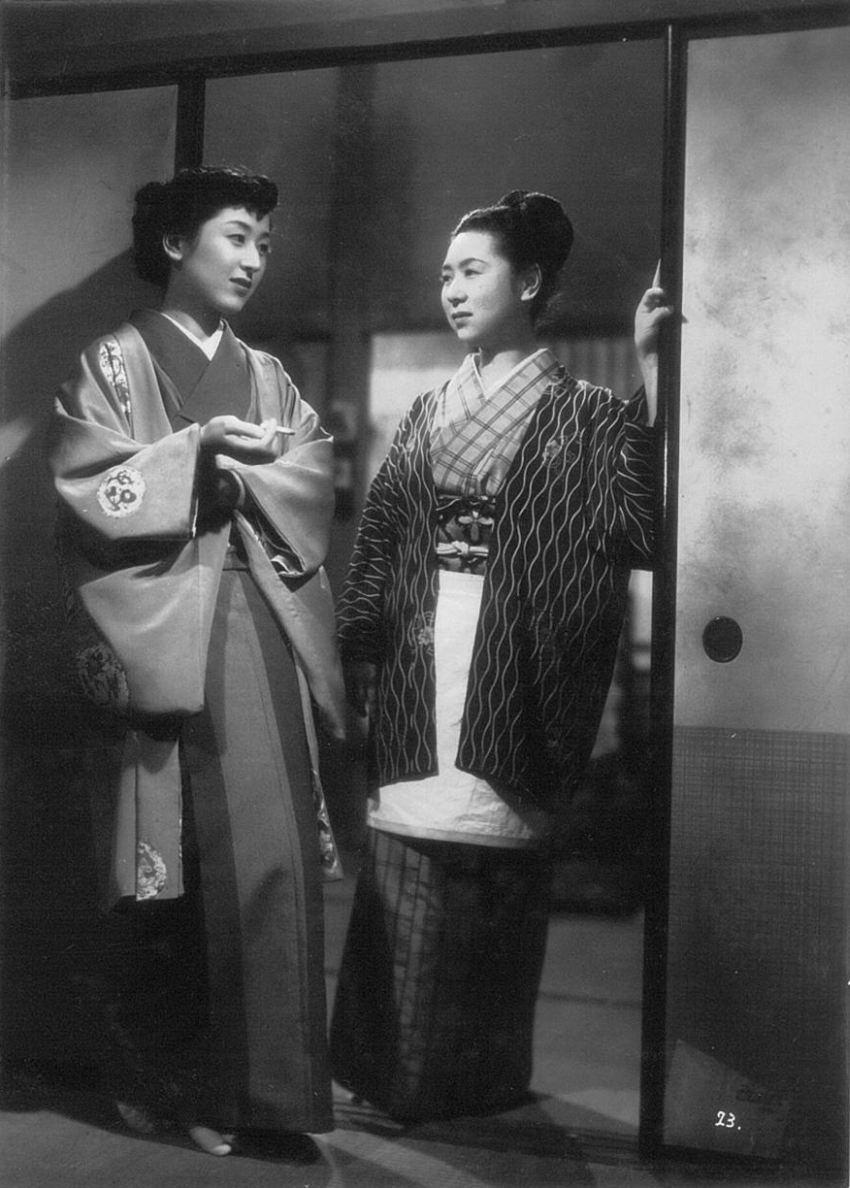
『銀座化粧』(1951年)
田中絹代(右)と花井

- エノケンの孫悟空（1940年）… 観音さま
- 雲月の鈴蘭の妻（1940）主演・お加代
- 虞美人草（1941年）… 娘小夜子
- なつかしの顔（1941年）[9]
- 翼の凱歌（1942年）
- 母の地図（1942年）[10]
- 姿三四郎（1943年）… お澄
- 熱風（1943年）[11]
- 勝利の日まで（1945年）[12]
- 月の出の決闘（1947年） … おせん
- 新馬鹿時代（1947年）[13]
- 生きている画像（1948年）… 青貝美砂子
- 異国の丘（1949年）
- 私刑 リンチ（1949年）[14]
- 細雪（1950年）
- 銀座化粧（1951年）… 佐山静江
- めし（1951年） … 堂谷小芳
- 煙突の見える場所（ベルリン国際映画祭国際平和賞受賞作品。1953年）
- 女の一生（1953年）
- 恋文（1953年）… とんかつ屋の主人
- 女の暦（1954年）
- 鶴亀先生（1954年）… 鶴亀夫人
- しいのみ学園（1955年）
- アツカマ氏とオヤカマ氏（1955年、新東宝）… 大宅静
- 次郎物語（1955年）[15]
- ロマンス娘（1956年）
- 新妻鏡 (1956年）
- 妻の心（1956年）[16]

### テレビドラマ
- ある町のある出来事（1959年、NHK）　※映像が現存する